# Develi
Develi este un oraș din Turcia.